# Eliasz II (patriarcha Aleksandrii)
Eliasz II – prawosławny patriarcha Aleksandrii w latach 1171–1175.